# Csanád Gémesi
Csanád Gémesi (* 13. November 1986 in Gödöllő) ist ein ungarischer Säbelfechter.

## Erfolge
Csanád Gémesi gab 2006 beim Weltcup in Warschau sein internationales Debüt. Bei den Europameisterschaften 2013 in Zagreb gewann er mit der Mannschaft mit Silber seine erste Medaille bei Meisterschaften und sicherte sich ein Jahr darauf in Straßburg mit Bronze auch seine erste und einzige Medaille im Einzel. Weitere Medaillengewinne bei Europameisterschaften folgten mit der Mannschaft 2015 in Montreux und 2017 in Tiflis mit Bronze sowie 2019 in Düsseldorf mit Silber. 2018 in Novi Sad und 2022 in Antalya wurde Gémesi mit der Mannschaft Europameister. Ähnlich erfolgreich war er mit der Mannschaft auch bei Weltmeisterschaften. 2014 in Kasan und 2018 in Wuxi belegte Gémesi in der Mannschaftskonkurrenz jeweils den dritten Platz. 2017 in Leipzig, 2019 in Budapest und 2022 in Kairo wurde er mit der Mannschaft Vizeweltmeister.
Bei den 2021 ausgetragenen Olympischen Spielen 2020 in Tokio gehörte Gémesi zum ungarischen Aufgebot in der Mannschaftskonkurrenz, in der er mit Áron Szilágyi, András Szatmári und Tamás Decsi ein Team bildete. Nach einem 45:36-Erfolg gegen die US-amerikanische Équipe und einer 43:45-Niederlage gegen Italien trafen die Ungarn im Duell um den dritten Platz auf die deutsche Mannschaft. Mit 45:40 setzten sie sich durch und erhielten damit die Bronzemedaille. Bei den Olympischen Spielen 2024 in Paris schied Gémesi im Einzel im Achtelfinale gegen Farès Ferjani aus Tunesien mit 14:15 aus. In der Mannschaftskonkurrenz erreichte er hingegen gemeinsam mit Áron Szilágyi, András Szatmári und Krisztián Rabb das Finale, nachdem in der ersten Runde Italien mit 45:38 und im anschließenden Halbfinale Iran mit 45:43 bezwungen wurden. Dort trafen die Ungarn auf die Équipe Südkoreas, der sie mit 41:45 unterlagen und damit die Silbermedaille gewannen.
Für seinen Medaillengewinn bei den Olympischen Spielen wurde ihm 2021 das Verdienstkreuz in Gold des Ungarischen Verdienstordens verliehen. Gémesis Brüder, sein Vater und sein Onkel waren ebenfalls als Fechter aktiv. Er selbst hat drei Söhne.